# Литвинов Сергій Миколайович
Сергій Миколайович Литвинов (нар. 9 березня 1983, с. Розквіт, Станично-Луганський район, Ворошиловградська область) — український громадянин, політв'язень у Російській Федерації.

## Життєпис
Сергій Литвинов народився 9 березня 1983 року в селищі Розквіт Станично-Луганського району Ворошиловградської області Української РСР, проживав у с. Комишне того ж району, громадянин України. Освіта неповна середня, за словами дружини, майже неписьменний, в армію не призивався за станом здоров'я.
Згідно з обвинувальним висновком, офіційно не працює, в шлюбі не перебуває, дітей немає, ЗМІ повідомляють, що одружений і виховує 14-річну дочку. Засуджений до 8,5 років позбавлення волі в колонії суворого режиму за ч. 3 ст. 162 КК РФ («Розбій, вчинений з незаконним проникненням у житло, приміщення чи інше сховище або у великому розмірі»). З 1 березня 2019 року Литвинов перебуває в Диканівській колонії №12 міста Харкова після чого його передали згідно з міжнародною конвенцією між Росією і Україною.
11 липня 2019 року президент України помилував Сергія Литвинова.